# Norbert Gehart
Norbert Gehart (* 20. März 1960 in Korneuburg) ist ein österreichischer Offizier des Bundesheeres, aktuell Generalleutnant. Er ist seit 3. Juli 2013 Leiter der Sektion III (Bereitstellung) im Bundesministerium für Landesverteidigung.

## Leben
Nach der Matura sowie der Offiziersausbildung an der Theresianischen Militärakademie war Norbert Gehart in verschiedenen Kommandantenfunktionen in Wien und Stockerau eingesetzt, Auslandserfahrung sammelte er bei UN-Einsätzen in Syrien und im Kosovo.
Nach der Generalstabsausbildung an der Landesverteidigungsakademie von 1991 bis 1994 war er in verschiedenen Logistik-Verwendungen im Bundesministerium für Landesverteidigung und Sport sowie auf Korpsebene eingesetzt. Er besuchte auch den Generalstabskurs der italienischen Streitkräfte.
Von 2002 bis 2006 war er Stabschef im Kommando Einsatzunterstützung, 2007 wurde er Leiter der Quartiermeisterabteilung und 2009 wurde er als Brigadier Leiter der Gruppe Logistik im Bundesministerium.
Minister Gerald Klug bestellte ihn in der Nachfolge von Generalleutnant Freyo Apfalter am 3. Juli 2013 zum Leiter der Sektion III (Bereitstellung) im Bundesministerium für Landesverteidigung und Sport und beförderte ihn zum Generalleutnant.

## Sonstiges
Norbert Gehart absolvierte den Universitätslehrgang für Krankenhausmanagement. Er ist verheiratet und hat ein Kind.